# Регламент про медичні вироби для діагностики in vitro
Регла́мент про меди́чні ви́роби для діагно́стики in vitro (IVDR) — нормативно-правовий акт Європейського Союзу щодо розміщення на ринку та введення в експлуатацію медичних виробів для діагностики in vitro (IVD), який скасовує Директиву 98/79/ЄС (IVDD), яка також стосується IVD. Регламент був опублікований у квітні 2017 року та тісно узгоджується з регламентом про медичні вироби. Зміни порівняно з IVDD включають зміни в класифікації виробів, суворіший нагляд за виробниками з боку нотифікованих органів, запровадження «Особи, відповідальної за дотримання нормативних вимог» (PRRC), вимогу маркування UDI для виробів, єдині технічні характеристики, реєстрацію в Eudamed та посилення заходів постмаркетингового нагляду.

## Зміст
Регламент запроваджує класифікацію IVD у класах ризику A, B, C та D (§47). У Додатку VIII наведено сім правил класифікації. Керівництво MDCG 2020-16 містить роз’яснення правил класифікації та надає приклади класифікації. Лише вороби з найнижчим класом ризику, класом A, виключені з вимоги нагляду нотифікованого органу.

## Імплементація
Положення щодо переходу від IVDD до IVDR були змінені Європейською комісією Регламентом № 2022/112 і Регламентом №  2023/607. Через певні проблеми та затримки були внесені деякі зміни в графіки переходу як для MDR, так і для IVDR. Примітно, що положення про «розпродаж» застарілих виробів, на яке поширюється IVDD, було прибрано.

## Дивіться також
- Регламент про медичні вироби (MDR № 2017/745)